# Окаритски киви
Окаритски киви (лат. Apteryx rowi) је члан породице кивија.
Јавности је постао познат тек 2003. када је први пут описан. Mорфолошки је јако сличан смеђем кивију. Пронађен је на Новом Зеланду, у ограниченом подручју Окарито шуме на западној обали Јужног острва. Три пара су уведена на острво Блумине као део програма гнежџења, 29. јуна 2010.
Има популацију од само триста јединки. Неке јединке могу доживети старост чак и до 100 година.Женка поставља до три јаја. Свако јаје у различито гнездо. И мужјак и женка инкубирају јаја. Јаје је велико око 20% тежине женке. Већина парова је моногамна. Остану заједно током целог живота.